# Stenocarpus salignus
Stenocarpus salignus är en tvåhjärtbladig växtart som beskrevs av Robert Brown. Stenocarpus salignus ingår i släktet Stenocarpus och familjen Proteaceae. Inga underarter finns listade i Catalogue of Life.